# Kanton Héricourt-2
Héricourt-2 is een kanton van het Franse departement Haute-Saône. Het kanton maakt deel uit van het arrondissement Lure.    

In 2020 telde het 13.387 inwoners.

Het kanton werd gevormd ingevolge het decreet van 17 februari 2014 met uitwerking op 22 maart 2015 met Héricourt als hoofdplaats.

## Gemeenten
Het kanton omvatte bij zijn vorming, naast een deel van Héricourt, 14 gemeenten.
Op 1 januari 2019 werd de gemeente Tavey toegevoegd aan de gemeente Héricourt, die daarmee het statuut van commune nouvelle   kreeg.
Sindsdien omvat het kanton volgende gemeenten:
- Belverne
- Champey
- Chavanne
- Chenebier
- Coisevaux
- Courmont
- Couthenans
- Étobon
- Héricourt (hoofdplaats) (zuidelijk deel)
- Saulnot
- Trémoins
- Verlans
- Villers-sur-Saulnot
- Vyans-le-Val